# Distrito de Yauri
El distrito de Yauri es uno de los ocho que conforman la provincia de Espinar, ubicada en el departamento del Cuzco en el Sur del Perú.
Limita por el Norte con el distrito de Pichigua; por el Sur con el distrito de Ocoruro; por el Este, con el distrito de Pallpata; y por el Oeste con el distrito de Coporaque.

## Geografía

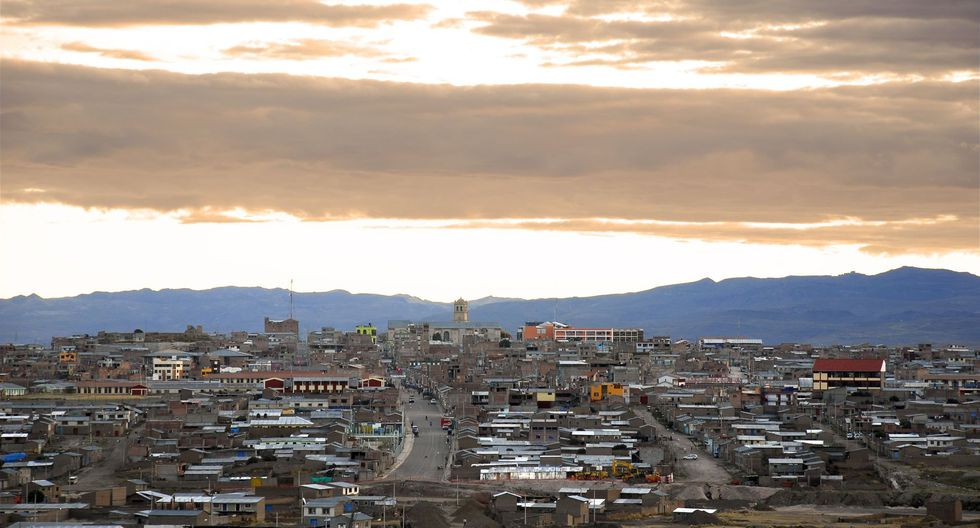
Vista panorámica de Yauri.

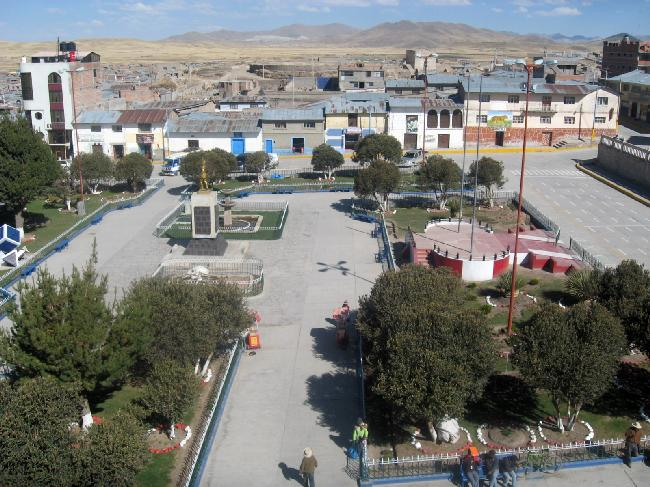
La plaza Mayor de Yauri

Zona estratégica ubicada entre las regiones de: Arequipa, Cusco y Puno, las temperaturas oscilan entre 8.6 °C. y 17.2 °C.

## Capital
La capital del distrito es la ciudad de Yauri, que a su vez es capital de Provincia. La temporada más propicia para la visita de turismo es de abril a diciembre.

## Centros poblados
- Alto Huarca

## Autoridades

### Municipales
- 2011-2014
  - Alcalde: Oscar Avelino Mollohuanca Cruz, del Movimiento Tierra y Libertad (TyL).
  - Regidores: Silvia Luna Huamani (TyL), Víctor Quispe Valeriano (TyL), Rolando Condori Condori (TyL), David Álvarez Chuchullo (TyL), Norma Arenas Portugal (TyL), Porfirio Taipe Pauccara (TyL), Bernardo Condori Ccama (Inka Pachakuteq), Juan Lázaro Marca Huamancha (Inka Pachakuteq), Florentino Panfil Cahuana Serrano (Gran Alianza Nacionalista).

## Festividades
- Enero: Feria Expo Reyes.
- Febrero/marzo: Carnavales.
- Junio: Kanamarka
- Noviembre 17: Creación Política